# Люссов (Північна Передня Померанія)
Люссов (нім. Lüssow) — громада в Німеччині, розташована в землі Мекленбург-Передня Померанія. Входить до складу району Передня Померанія-Рюген. Складова частина об'єднання громад Ніпарс.
Площа — 18,86 км2. Населення становить 809 ос. (станом на 31 грудня 2020).